# Ernst Meyer-Camberg
Ernst Meyer-Camberg (* 12. November 1904 in Würzburg als Ernst Meyer; † 13. November 1985 in München) war ein deutscher Internist und Arzt für Naturheilkunde. Bekannt wurde er als Studentenhistoriker und Autographensammler.

## Leben
Ernst Meyer war ein Sohn des späteren Marine-Oberstabsarztes und Lungenfacharztes Leonhard Meyer. Er studierte nach dem Besuch der Gymnasien in Regensburg und Nürnberg Medizin an der Friedrich-Alexander-Universität Erlangen und wurde dort Mitglied des Corps Onoldia. 1928 bestand er das medizinische Staatsexamen und ging als Medizinalpraktikant nach Königsberg i. Pr. 1929 in Erlangen zum Dr. med. promoviert, war er in Königsberg Assistenzarzt. Nach weiteren Ausbildungsstationen in Augsburg und Berlin trat Meyer 1933 eine Stelle als Assistenzarzt der Inneren Abteilung im Krankenhaus Berlin-Spandau an. In den Heilanstalten in Berlin-Buch wurde er 1938 Chefarzt der Abteilung für Innere Medizin. Im Zweiten Weltkrieg diente er als Oberstabsarzt bei verschiedenen Panzerdivisionen und als leitender Internist in Feld- und Kriegslazaretten. In der Nachkriegszeit in Deutschland war er zunächst als medizinisch-wissenschaftlicher Leiter einer pharmazeutischen Firma tätig. Er ließ sich 1949 als Internist in Bad Camberg nieder und gründete dort 1950 eine Kurklinik für Naturheilkunde (Kneippbad Camberg/Rhein) und nannte sich fortan Ernst Meyer-Camberg. Meyer war maßgeblich an der Wiedergründung der Gesellschaft für Arzneipflanzen- und Naturstoff-Forschung beteiligt und wurde später deren Ehrenvorsitzender. Er zog 1964 nach Seeshaupt und gründete auch dort eine eigene Klinik für Naturheilkunde. 1977 ließ er sich im Ruhestand in München-Pasing nieder.
Meyer-Camberg befasste sich schon als Student mit Universitätsgeschichte und Studentengeschichte. Auf diesen Gebieten schrieb er viele Publikationen. Von 1980 bis 1984 war er Schriftleiter des Jahrbuchs Einst und Jetzt des Vereins für corpsstudentische Geschichtsforschung. Einen Namen erwarb er sich auch als Fachmann für Autographe. Seine umfangreiche Sammlung vermachte er als Stiftung der Universität Erlangen.

## Werke

### Medizin
- Grundzüge der praktischen Elektrotherapie. Leipzig 1939.
- Das praktische Lexikon der Naturheilkunde, mehrere Auflagen
- Wenn du dich recht gesund befinden willst, Berlin 1957.
- Die Sprechstunde, München 1972.

### Studentengeschichte
- Beiträge zur Geschichte der Erlanger Landsmannschaften des 18. Jahrhunderts, 1924.
- Constitutionen der Corps und ihrer Vorläufer 1810–1820, Fürth 1983.
- Die Onoldia zu Erlangen. Das erste deutsche Corps, München 1983.
- Die Entstehung der Universitäten und ihrer Korporationen, Fürth 1985.
- Matrikel des Corps Onoldia, als Ms. gedruckt 1986.

### Autographe
- Handschriftensammeln: Zweck, Sinn und Gestaltung, München 1972.